# 深淵の恐怖
深淵の恐怖（しんえんのきょうふ、原題：英: The Abyss）は、アメリカ合衆国のホラー小説家ロバート・A・W・ロウンデズが1941年に発表した短編小説。クトゥルフ神話の一つ。 

## 概要
本作は編集者兼作家である、ロウンデズのオリジナル神話であり、このような作品は本作以外にも2作品ある。『スターリング・サイエンス・ストーリーズ』1941年2月号に掲載され、改訂版が『マガジン・オヴ・ホラー』1965年冬号に掲載された。日本では青心社の『クトゥルー11』に岩村光博訳で収録。
現実世界にいるままで、幻視した異界から危害を加えられるというホラーである。異界視点の人物だけが別の物が見えるため、他の人物達からは理解できないままで、後戻りできない状況に追い込まれる。
東雅夫は『クトゥルー神話辞典』にて、「魅力的なオリジナルの神話アイテムを導入して、コズミック・ホラーの精神を独自に継承追求しようとした意欲作」と解説している。既存の神話固有名詞も登場するが、題材となっているのはオリジナルの魔導書「イステの歌」とクリーチャー「アドゥムブラリ」である。

## あらすじ
ヘルド教授の講義で、催眠術をめぐって、学生のコウルビイとドゥリーンが対立する。ドゥリーンは持論の真偽を試そうと、ノードゥンという別の学生の自宅に6人が集まる。このうち、語り手のわたしを含む4人はトリック防止の証人役としてコウルビイに呼ばれた。
ドゥリーンがコウルビイに術を施す。部屋の「絨毯の筋」の上に立っていたコウルビイは、「自分は異世界におり、深淵にかかる一筋の橋の上に立っている」と言い始める。さらに、足元の深淵には異形の生物が棲み、周囲には同様の生物が何匹もいると告げる。やがて、コウルビイの表情は恐怖に代わり、体が重いと言いながらゆっくりと歩きだす。わたしが異常性を察する中、コウルビイはノードゥンに助けられて目覚めるが、代わりにノードゥンが異次元生物の餌食になる。
ノードゥンの死体は、傷一つないのに血が一滴もなく、全身の皮膚に不気味な斑紋が浮かび上がっていた。わたし達4人は、ノードゥンの死体を山中に運び、車ごと焼却してハイウェイに突き落とす。
わたし達は、ドゥリーンがコウルビイを挑発し、ノードゥンを死に追いやったと確信する。だが一週間後には、わたし以外はノードゥンの死は交通事故と思うようになっており、わたしはぞっとする。わたしは「イステの歌」を調べ、ドゥリーンの正体を察する。

## 主な登場人物
- ヘルド教授 - ダーウィッチ大学の教授。講義では、中世とルネサンス初期を題材とし、秘密思想やオカルトの比重が高いという特徴がある。
- わたし - 語り部。オカルトに対して浅く眺めて楽しむ程度であり、深入りは好まない。
- グラーフ・ノードゥン - ディルカ一族と魔導書「イステの歌」に興味がある。オカルトに対して本格的に取り組む姿勢をとっており、深入りの危険性に敏感になっている。
- コウルビイ - 学生。ドゥリーンとトラブルを起こす。
- グランヴィル - 学生。
- チャーマズ - 学生。
- ドゥリーン - ヘルド教室の新入り。人種も国籍も定かでなく、容姿も振舞も優れ、無感情な男。
- アドゥムブラリ - 「イステの歌」に記される生物。<生ける影>と形容され、平面（前後の水平）だけに動く。異なる世界や次元に、その世界の住人を模した<探究者>Messengersを送り込み、誘い込んで餌とする。

## 収録
『クトゥルー11』青心社、岩村光博訳「深淵の恐怖」